# Иванов, Иван Иванович (историк)
Ива́н Ива́нович Иванов (1862—1929) — русский и советский историк западноевропейской литературы и театра. Доктор всеобщей истории.

## Биография
Родился в 1862 году в городе Белом Смоленской губернии в семье фельдфебеля. Учился в Бельской прогимназии, в 1882 году окончил с серебряной медалью Александровскую гимназию в Вязьме. Поступил на историко-филологический факультет Московского университета, где влияние на него оказал профессор Н. И. Стороженко. Университет был окончен в 1886 году со степенью кандидата и золотой медалью за сочинение на заданную тему, после чего он был оставлен на два года при университете для приготовления к профессорскому званию. Одновременно он начал преподавать в частных гимназиях.
С июня 1893 года — приват-доцент университета; преподавал общую историю, затем историю культуры Европы XVIII—XIX веков.
Диссертацию на степень магистра истории «Политическая роль французского театра в связи с философией XVIII века» защитил в начале 1895 года. Учёное звание доктора истории получил за диссертацию «Сен-Симон и сен-симонизм» в 1901 году.
С мая 1905 года — экстраординарный, а сентября 1906 года — ординарный профессор кафедры всеобщей истории на историко-филологическом факультете Императорского Новороссийского университета в Одессе. Также преподавал на Одесских женских педагогических курсах. Сначала его лекции вызывали восторг у студентов, что награждали лектора аплодисментами и полностью заполняли аудитории. Однако вскоре они разочаровались в лекторе, который избегал собственных оценок и конкретных фактов. К этому привели и его консервативные взгляды. В течение всего времени пребывания в Одессе он выступал против «левых» профессоров и студентов. Выступал в Историко-филологическом обществе при Новороссийском университете, читал публичные лекции.
С сентября 1907 года до лета 1913 года был директором Нежинского историко-филологического института. В августе 1913 года был определён сверхштатным ординарным профессором Московского университета по кафедре всеобщей истории; с января 1917 года — в штате. В марте 1917 года оставил университет, а в феврале 1918 года вернулся, но уже в качестве приват-доцента.
Выступал в роли театрального критика в печати, сотрудничал в энциклопедических изданиях Брокгауза и Ефрона и С. А. Венгерова.
Также ещё в 1883 году он стал одним из учредителей Русского гимнастического общества.
Умер в Москве 17 декабря 1929 года.

## Научная деятельность
Как историк наибольшее внимание уделил биографическому жанру: автор очерков о Н. В. Гоголе, И. С. Тургеневе, А. Ф. Писемском, Петре I, Александре II и др. Подвергал критике левых публицистов и писателей. Большинство его работ имеют эклектичный и популяризаторский характер. Традиционно для большинства тогдашних историков литературы отдавал предпочтение историко-культурному методу, пытаясь связать литературные явления и социологию.

### Избранные публикации
- Политическая роль французского театра в связи с философией XVIII века. — М., 1895.
- Иван Сергеевич Тургенев. Жизнь, личность, творчество. — СПб., 1896.
- Шекспир. — СПб., 1896.
- Писемский. — СПб., 1898.
- Сен-Симон и сенсимонизм. — М., 1901.
- Рыцарь слова и жизни (Сервантес и его «Дон-Кихот»). — 2-е изд. — М., 1911.
- В. Шекспир: Биографический очерк. — М., 1904.
- Ф. Шиллер: Биографический очерк. — М., 1905.